# حسین جعفریان
حسین جعفریان (زاده ۱۳۲۳ - تهران) فیلم‌بردار سینما اهل ایران است.
وی تحصیلاتش را در رشته فیلمبرداری در مدرسه عالی تلویزیون و سینما آغاز کرد و توانست در رشته سینما و تلویزیون از دانشکده هنرهای دراماتیک فارغ‌التحصیل شود. کار خود را در تلویزیون به عنوان فیلمبردار و سپس کارگردان شروع کرد و در سمت مدیر فیلمبرداری و فیلم‌نامه‌نویس ادامه داد و در این مدت بیش از ۳۰ فیلم داستانی، مستند و سریال تلویزیونی کار کرده و در این بین به کارگردانی مستندهای تلویزیونی نیز پرداخت.

## مدیر فیلم‌برداری
| سال  | نام فیلم                                   | کارگردان         |
| ---- | ------------------------------------------ | ---------------- |
| ۱۳۹۹ | طلاخون                                     | ابراهیم شیبانی   |
| ۱۳۹۸ | عامه‌پسند                                   | سهیل بیرقی       |
| ۱۳۹۵ | آباجان                                     | هاتف علیمردانی   |
| ۱۳۹۵ | امتحان نهایی                               | عادل یراقی       |
| ۱۳۹۵ | سارا و آیدا                                | مازیار میری      |
| ۱۳۹۴ | دوئت                                       | نوید دانش        |
| ۱۳۹۴ | فروشنده                                    | اصغر فرهادی      |
| ۱۳۹۲ | ۵۰ قدم آخر                                 | کیومرث پور احمد  |
| ۱۳۹۲ | چ                                          | ابراهیم حاتمی‌کیا |
| ۱۳۹۲ | رستاخیز                                    | احمدرضا درویش    |
| ۱۳۹۱ | هیچ کجا هیچ کس                             | ابراهیم شیبانی   |
| ۱۳۹۰ | بوسیدن روی ماه                             | همایون اسعدیان   |
| ۱۳۸۸ | کیفر                                       | حسن فتحی         |
| ۱۳۸۷ | حیران                                      | شالیزه عارف‌پور   |
| ۱۳۸۷ | درباره الی                                 | اصغر فرهادی      |
| ۱۳۸۷ | طلا و مس                                   | همایون اسعدیان   |
| ۱۳۸۶ | دیوار                                      | محمدعلی طالبی    |
| ۱۳۸۵ | بچه‌های ابدی                                | پوران درخشنده    |
| ۱۳۸۵ | چند روز بعد                                | نیکی کریمی       |
| ۱۳۸۵ | قفل‌ ساز                                    | غلامرضا رمضانی   |
| ۱۳۸۴ | چهارشنبه سوری                              | اصغر فرهادی      |
| ۱۳۸۴ | عصر جمعه                                   | مونا زندی        |
| ۱۳۸۳ | جایی برای زندگی                            | محمد بزرگ‌نیا     |
| ۱۳۸۳ | یک تکه نان                                 | کمال تبریزی      |
| ۱۳۸۳ | یک شب                                      | نیکی کریمی       |
| ۱۳۸۲ | طلای سرخ                                   | جعفر پناهی       |
| ۱۳۸۰ | شب یلدا                                    | کیومرث پوراحمد   |
| ۱۳۸۰ | صنوبر                                      | مجتبی راعی       |
| ۱۳۷۹ | خاکستری                                    | مهرداد میرفلاح   |
| ۱۳۷۹ | زیر پوست شهر                               | رخشان بنی‌اعتماد  |
| ۱۳۷۷ | نسل سوخته                                  | رسول ملاقلی‌پور   |
| ۱۳۷۷ | داستان‌های جزیره (اپیزود سوم: باران و بومی) | رخشان بنی‌اعتماد  |
| ۱۳۷۷ | دو زن                                      | تهمینه میلانی    |
| ۱۳۷۷ | عشق بدون مرز                               | پوران درخشنده    |
| ۱۳۷۶ | بانوی اردی‌بهشت                             | رخشان بنی‌اعتماد  |
| ۱۳۷۵ | قاصدک                                      | قاسم جعفری       |
| ۱۳۷۵ | هتل کارتن                                  | سیروس الوند      |
| ۱۳۷۲ | زیر درختان زیتون                           | عباس کیارستمی    |
| ۱۳۷۱ | خسوف                                       | رسول ملاقلی‌پور   |
| ۱۳۷۱ | مجسمه                                      | ابراهیم وحیدزاده |
| ۱۳۷۰ | نرگس                                       | رخشان بنی‌اعتماد  |
| ۱۳۶۹ | نقش عشق                                    | شهریار پارسی‌پور  |
| ۱۳۶۸ | صنوبرهای سوزان                             | عباس شیخ‌بابایی   |
| ۱۳۶۷ | زمان از دست رفته                           | پوران درخشنده    |
| ۱۳۶۷ | شاخه‌های بید                                | امرالله امرجو    |
| ۱۳۶۴ | پدربزرگ                                    | مجید قاری‌زاده    |
| ۱۳۶۳ | بی بی چلچله                                | کیومرث پور احمد  |
| ۱۳۶۳ | تاتوره                                     | کیومرث پور احمد  |
| ۱۳۵۵ | چه پر ستاره بود شبم                        | ناصر غلامرضایی   |

## طرح اولیه داستان از
- چون باد (۱۳۶۷)[۱]

## جوایز
- سیمرغ بلورین بهترین فیلمبرداری از سی و دومین جشنواره فیلم فجر برای فیلم رستاخیز
- سیمرغ بلورین بهترین فیلمبرداری جشنواره فیلم فجر برای فیلم دربارهٔ الی
- کاندید سیمرغ بلورین بهترین فیلمبرداری جشنواره فیلم فجر برای فیلم دربارهٔ الی
- دیپلم افتخار بهترین فیلمبرداری برای فیلم نرگس رخشان بنی اعتماد